# 杜默斯海姆
杜默斯海姆是德国巴登-符腾堡州的一个市镇。总面积26.15平方公里，总人口12202人，其中男性6055人，女性6147人（2011年12月31日），人口密度467人/平方公里。